# Kim Hak-sung
Kim Hak-sung (김학성, ur. 28 lutego 1968 w Pjongczangu), koreański curler, wózkarz, srebrny medalista Zimowych Igrzysk Paraolimpijskich 2010.
Kim Hak-sung zaczął grać w curling w 2003, uprawia także rzut dyskiem, oszczepem i pchnięcie kulą. Po raz pierwszy wystąpił na arenie międzynarodowej podczas MŚ 2004, zajmując 11. pozycję. W kolejnych dwóch występach reprezentacja Korei pod jego przewodnictwem plasowała się na 7. miejscu.
Pierwszym większym sukcesem Kim Hak-sunga było zdobycie srebrnego medalu Mistrzostw Świata 2008. Koreańczycy awansowali do fazy play-off z pierwszego miejsca Round Robin, w półfinale pokonali 7:2 Kanadę (Gerry Austgarden). W meczu finałowym zespół z Wonju Yonsei CC uległ 3:5 Norwegom (Rune Lorentsen).
W 2010 Koreańczycy po raz pierwszy brali udział w paraolimpijskim turnieju curlingu na wózkach, a Kim Hak-sung był skipem. Korea zakwalifikowała się do fazy finałowej. W półfinale drużyna Kima zwyciężyła nad 7:5 Amerykanami (Augusto Jiminez Perez) i ostatecznie zajęła 2. miejsce przegrywając 7:8 z Kanadą (Jim Armstrong).
Kim był gospodarzem MŚ 2012. Reprezentacja pod jego przewodnictwem zakwalifikowała się do fazy play-off z 2. miejsca. W meczu 1-2 Koreańczycy pokonali Rosjan (Andriej Smirnow) 5:4. W finale drużyny te spotkały się ponownie, jednak wynikiem 9:1 triumfowali Rosjanie. Rok później ekipa Kima nie prezentowała tak dobrej formy plasując się na 9. miejscu mistrzostw świata.

## Drużyna
|           | Czwarty/-a   | Trzeci/-a       | Drugi/-a      | Otwierający/-a |
| --------- | ------------ | --------------- | ------------- | -------------- |
| 2011/2013 | Kim Hak-sung | Jung Seoung-won | Noh Byeong-il | Kang Mi-suk    |
| 2009/2010 | Kim Hak-sung | Kim Myung-jin   | Park Kil-woo  | Kang Mi-suk    |
| 2008/2009 | Kim Hak-sung | Park Kil-woo    | Kim Myung-jin | Cho Yang-hyun  |
| 2006/2008 | Kim Hak-sung | Kim Myung-jin   | Cho Yang-hyun | Kang Mi-suk    |
| 2004/2005 | Kim Hak-sung | Kim Myung-jin   | Cho Yang-hyun | Cho Yae-lee    |
| 2003/2004 | Kim Hak-sung | Kim Myung-jin   | Cho Yae-lee   | Cho Yang-hyun  |